# Viva Cola
Viva Cola is een colamerk uit Jordanië dat wordt geproduceerd en gedistribueerd door Shakeeb Khirfan & Sons Co. uit de stad Madaba. Het merk wordt gepresenteerd als directe concurrent van de bekende colamerken als Coca-Cola en Pepsi. Naast cola vervaardigt dit bedrijf ook "Viva Orange" (sinas), "Viva Up" (een 7Up-imitatie) en "Vimto".
Viva Cola wordt ook verkocht in Tunesië; de distributie in dat land wordt verzorgd door SNBG.
Viva Cola is te herkennen aan volledig rode blikjes en flessen met volledig rode etiketten. Hierop staat de merknaam zowel in Arabisch schrift als in Latijns schrift; in het laatste geval is de merknaam geschreven als "V!VA". In advertenties van het merk wordt de Arabische achtergrond ervan sterk bendrukt. Zo zijn Tunesische advertenties steevast voorzien van afbeeldingen van een fez.
3ES Cola · Afri-Cola · Alter Cola · Amrat Cola · Apotekarnes Cola · Arab Cola · Barr Cola · Beuk Cola · Big Cola · Boylan Cane Cola · Breizh Cola · Bubba Cola · C&C Cola · Campa Cola · Cat Cola · Chat Cola · Chek Cola · Chero-Cola · China Cola · Chtilà Cola · Classic Cola · Club Cola · Coca-Cola · Cola Turka · Cole Cold · Corsica Cola · Count Cola · Cricket Cola · Cuba Cola · Diet Rite Cola · Dixi Cola · Double Cola · El Ché Cola · Elsass Cola · Evoca Cola · Fada Cola · Faygo Cola · Feichang Cola · First Choice Cola · Freeway Cola · Frescolita · fritz-kola · Fruti Kola · Fukola Cola · Future Cola · Fuji-Cola · Herschi Cola · Highway Cola · Icy-Cola · Imazighen Cola · Inca Kola · Isaac Kola · Jolly Cola · Jolt Cola · Just Cola · KasKol · Kiri · Kitty Kola · Kofola · Kola Real · Kola Román · Kola Shaler · Kristal Kola · LA Ice Cola · Libella · Like Cola · Master Choice · Moxie · Mecca-Cola · Muslim Up · Odina · OK Cola · OpenCola · Parsi Cola · Pepsi Cola · Perú Cola · Polo-Cockta · Pop Cola · Pran Cola · Premium-Cola · President's Choice Cola · Qibla Cola · R.C. Cola · Raak Cola · Raak Kindercola · Red Kola · Reyna Kola · Ritchie Cola · River Cola · Rola Cola · Royal Crown Cola · Sam's Choice Cola · Salva Cola · Honey Saps Cola · Schweppes Cola · Shasta Cola · Sinalco Cola · Sugar Cane Cola · TaB Cola · Thums Up · Tropicola · tuKola · Ubuntu Cola · Ugarit Cola · Uludağ Cola · Virgin Cola · Vita Cola · Viva Cola · XL Cola · Zam Zam Cola · Zelal Cola · ZOOB Cola